# 和歌山県道143号井ノ口秋月線
和歌山県道143号井ノ口秋月線（わかやまけんどう143ごう いのくちあきづきせん）は、和歌山県和歌山市を通る一般県道である。

## 概要
和歌山市井ノ口から和歌山市秋月に至る。

### 路線データ
- 起点：和歌山県和歌山市井ノ口（井ノ口交差点、和歌山県道9号岩出海南線交点）
- 終点：和歌山県和歌山市秋月（和歌山県道138号和歌山野上線交点）
- 実延長：7.741 km

## 歴史
- 1959年（昭和34年）5月14日 - 和歌山県が一般県道として井ノ口秋月線を認定[1]。
- 2013年（平成25年） - 現道の北側に両側4車線の新道が開通、国道24号の和歌山バイパスに接続[注釈 1]。
- 2023年（令和5年）2月4日 - 都市計画道路 市駅和佐線（鳴神 - 出島 延長814 m）が開通、和歌山IC南口交差点が新設される[2]。

## 路線状況
ほぼ片側1車線の現道と、片側2車線の新道がある。

### 重複区間
- 和歌山県道144号岩橋栗栖線（和歌山市岩橋）

## 地理

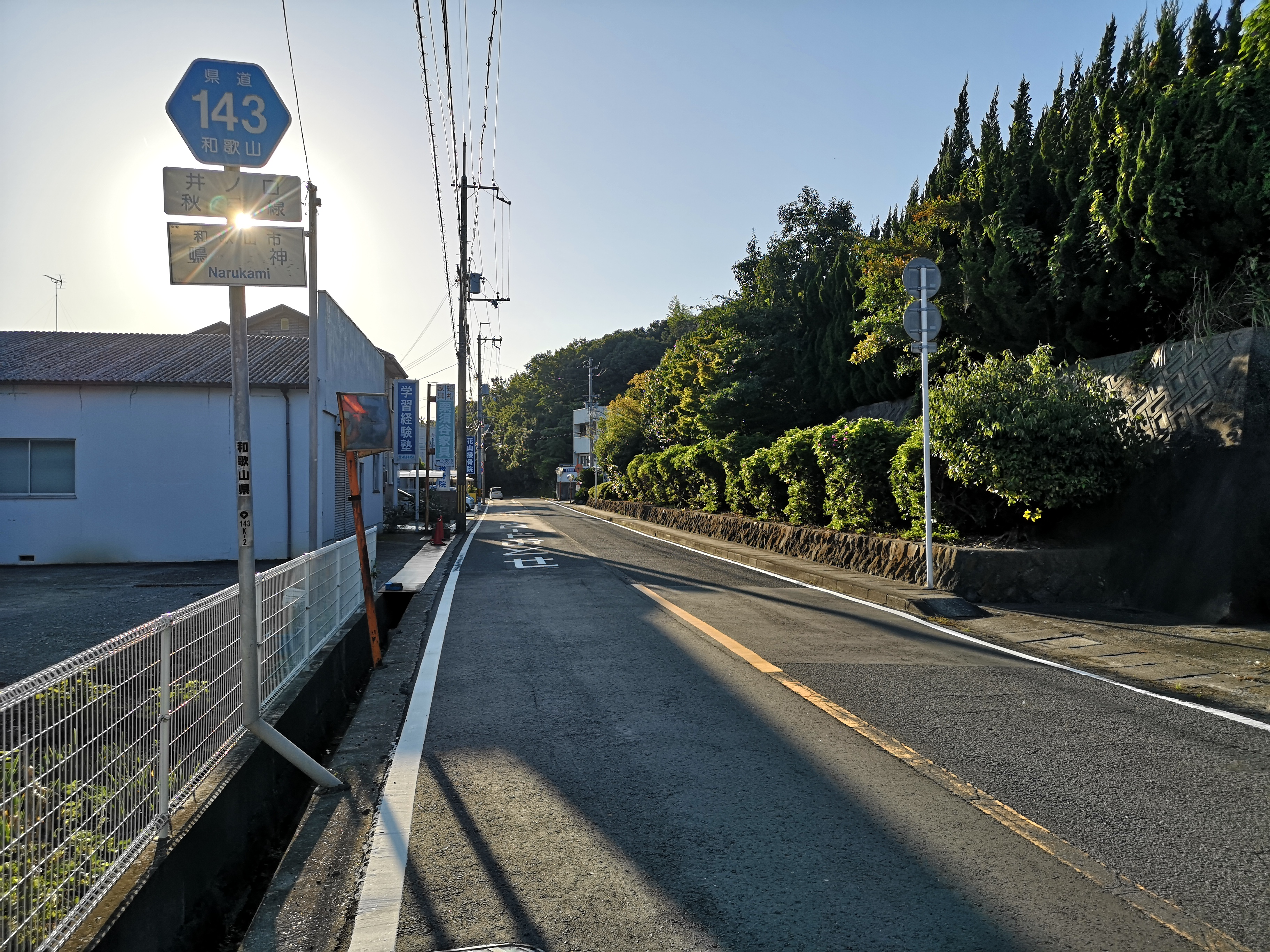

### 通過する自治体
- 和歌山市

### 交差する道路
| 交差する道路                                                              | 交差する場所 | 交差する場所                  |
| ------------------------------------------------------------------------- | ------------ | ----------------------------- |
| 和歌山県道9号岩出海南線                                                   | 井ノ口       | 井ノ口交差点 / 起点           |
| 和歌山県道143号井ノ口秋月線 / 新道 和歌山県道144号岩橋栗栖線 重複区間起点 | 岩橋         |                               |
| 和歌山県道144号岩橋栗栖線 重複区間終点                                    | 岩橋         |                               |
| 国道24号 / 和歌山バイパス 和歌山県道147号八軒家鳴神線                     | 鳴神         | 花山交差点                    |
| 和歌山県道138号和歌山野上線                                               | 秋月         | 終点                          |
| 新道                                                                      |              |                               |
| 和歌山県道143号井ノ口秋月線 / 現道 和歌山県道144号岩橋栗栖線              | 岩橋         | 新道起点                      |
| 国道24号 / 和歌山バイパス                                                 | 出島         | 和歌山IC南口交差点 / 新道終点 |

### 沿線
- 和歌山市立西和佐小学校